# 3 км (зупинний пункт, Кримська дирекція Придніпровської залізниці)
3 км — пасажирський залізничний зупинний пункт Кримської дирекції залізничних перевезень Придніпровської залізниці на електрифікованій лінії Острякове — Євпаторія-Курорт між станціями Острякове (1 км), Прольотна (7 км) та Ярка (18 км). Розташований неподалік села Новий Сад Сімферопольського району АР Крим.

## Пасажирське сполучення
На Платформі 3 км зупиняються приміські електропоїзди сполученням Євпаторія-Курорт — Сімферополь.